# Cazis
Cazis (toponimo tedesco; in romancio Tgazas) è un comune svizzero di 2 295 abitanti del Canton Grigioni, nella regione Viamala.

## Geografia fisica

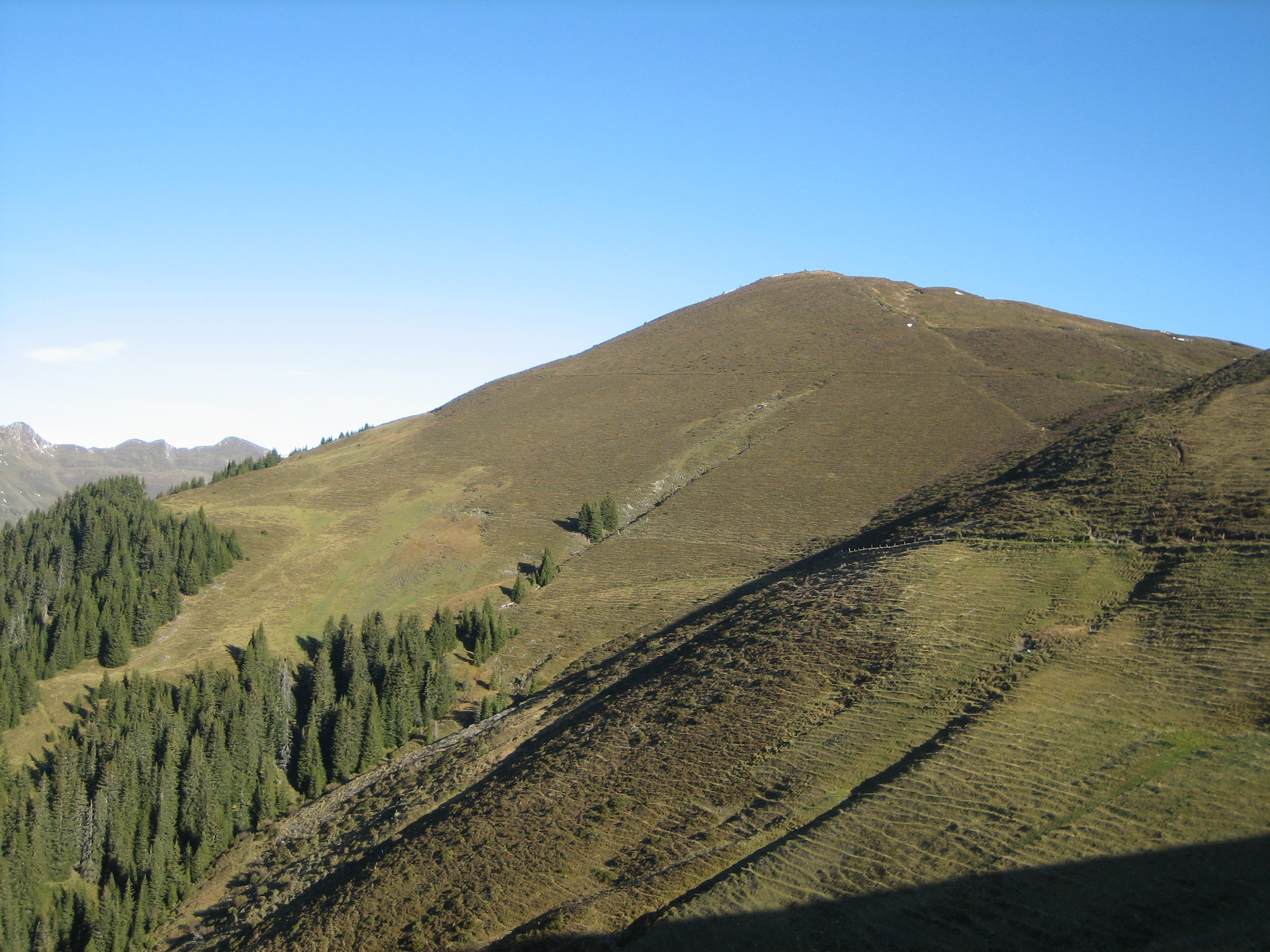
Il monte Tguma (2 163 m s.l.m.)

Cazis è situato nell'Heinzenberg, sulla sponda sinistra della valle del Reno Posteriore.

## Storia
Il 1º gennaio 2010 Cazis ha inglobato i comuni soppressi di Portein, Präz, Sarn e Tartar.

## Monumenti e luoghi d'interesse
- Monastero di Cazis, convento delle suore domenicane (Dominikanerinnenkloster) eretto nel XII secolo, con la chiesa dei Santi Pietro e Paolo[3];
- Chiesa cattolica di San Martino, eretta in età altomedievale[3];
- Cresta-Siedlung, sito archeologico dell'età del bronzo[3].

## Società

### Evoluzione demografica
L'evoluzione demografica è riportata nella seguente tabella:
Abitanti censiti

### Lingue e dialetti
Già paese di lingua romancia, Cazis si è progressivamente germanizzato tra il XIX e il XX secolo: la popolazione di lingua romancia è passata dal 60% nel 1860 al 5% nel 2000.

## Geografia antropica

### Frazioni

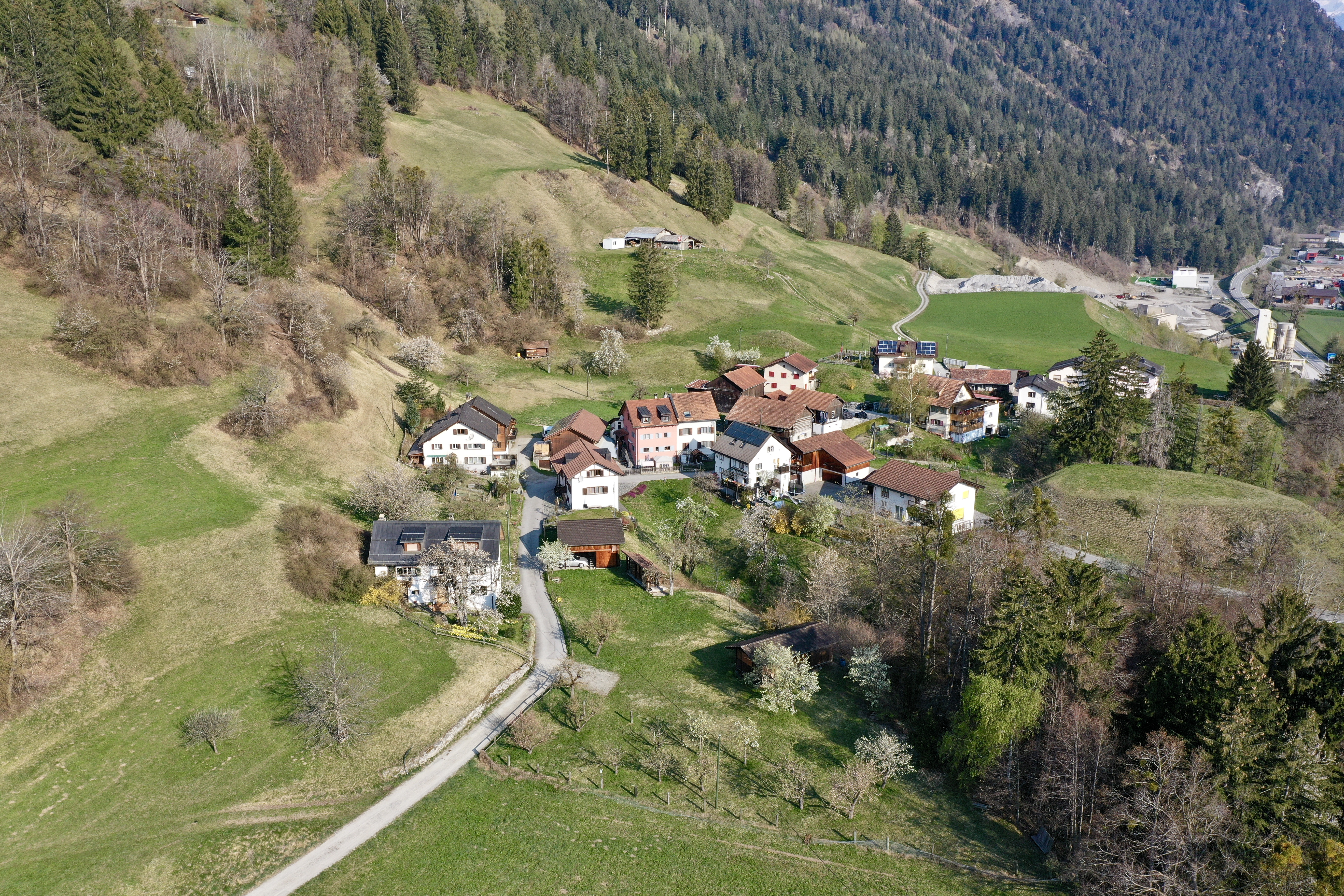
Oberrealta

Le frazioni di Cazis sono:
- Luvreu
- Oberrealta
- Portein[7]
- Präz[8]
  - Dalin
  - Raschlinas
- Ratitsch
- Sarn[9]
- Schauenberg
- Summaprada
- Tartar[10]
  - Foppa
  - Oberschauenberg
  - Pro Biet
  - Valeina
- Unterrealta
- Valleina

## Infrastrutture e trasporti

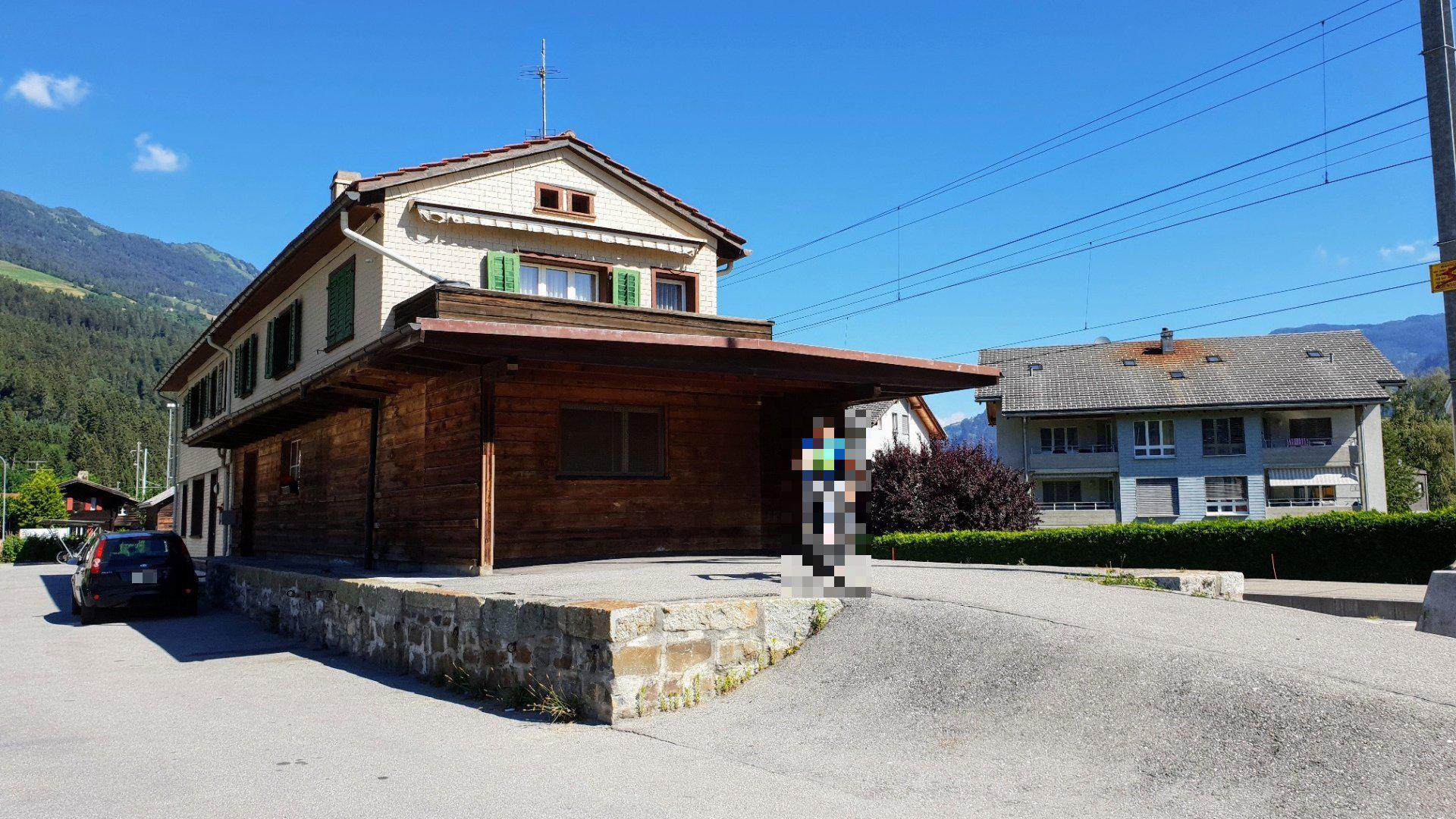
La stazione di Cazis

L'uscita autostradale più vicina è quella di Thusis sulla A13/E43, a 2 km da Cazis. È servito dalle stazioni ferroviarie di Cazis e di Rodels-Realta della Ferrovia Retica (linea Landquart-Coira-Thusis).